# Animetal
Animetal je japanski heavy metal-sastav koji se specijalizirao za metal-obrade naslovnih pjesama klasičnih i modernih japanskih animea i tokusatsu televizijskih serijala.
Sastav čine nekoliko priznatih glazbenika japanske metal scene, od kojih je najpoznatiji vokal Eizo Sakamoto, povremeni član sastava Anthem (jedan od prvih metal sastava, uz Loudness, koji je postigao popularnost izvan Japana tijekom osamdesetih godina 20. stoljeće) te sudionik projekata poput pop-rock skupine Nerima, JAM Project, te uspješni solo izvođač.
Njohova glazba može se opisati kao energični, melodični speed metal s visokom razinom virtuoznosti, posebno gitarista (Shi-Ja na prva četiri albuma, zatim Syu od Animetal Marthona V do danas) i basista (od nastanka sastava pa do danas Masaki). Masaki je od Animetal Marathona IV počeo pokazivati agresivniji pristup svome instrumentu s fluidnim solo dionicama, te žešćom, energičnijom, često egzibicionizmu sklonom svirkom. Albumi su strukturirani kao gotovo besmisleni niz kratkih pjesama povezanih u jednu cjelinu pa se čini kao da sastav jednostavno dođe u glazbeni studio te odsvira cijeli album od početka do kraja bez stanke.
Riječi pjesama gotovo su u cijelosti na japanskome jeziku s povremenim stihovima u tzv. Engrish jeziku, što je razlog zbog čega je sastav gotovo nepoznat izvan Japana, uz naravno, činjenicu da im glazbeni repertoar cilja na vrlo usku publiku. Nakratko, glavni vokal postaje pjevačica sastava Pink Lady Mie, a sastav mijenja ime u Animetal Lady. S ovom postavom snimili su dva studijska albuma, čineći svoju glazbu komercijalnijom (počinju svirati pop-metal) od svojih ostalih albuma.
Iako su najpoznatiji po svojim obradama pjesama, sastav ima i nekoliko autorskih djela, uljučujući baladu Towa No Mirai iz soundtracka za anime Ruroni Kenshin.

## Diskografija
- Animetal Marathon
- Animetal Marathon II: Tokusatsu Collection
- Best of Animetal
- Animetal Marathon III: Tsubaraya Productions Collection
- Animetal Lady Marathon
- Complete First Live
- Complete Last Live
- Animetal Lady Marathon II
- Animetal Marathon IV
- Animetal Marathon V
- Animetal Marathon VI
- Animetal Marathon VII: Fight! Metal Hero
- The Animetal: Rebirth of Heroes
- Decade of Bravehearts

## Vanjske poveznice
- Animetal (službena stranica)